# Marino Sinibaldi
Pour les articles homonymes, voir Sinibaldi.
Marino Sinibaldi (né le 2 avril 1954 à Rome) est un journaliste, un critique littéraire et un animateur de radio italien.

## Biographie
Marino Sinibaldi a animé différentes émission sur la RAI, dont les émissions Antologia, Fine secolo, Note azzurre, Lampi, Senza rete, Supergiovani et a collaboré à l'émission télévisée La storia siamo noi. 
Vice-président de Rai Radio 3, il fonde et anime en 1999 l'émission littéraire radiophonique Fahrenheit.